# Список проектов и построек Льва Даля
В списке приводятся архитектурные работы (проекты и постройки) архитектора Льва Владимировича Даля (1834—1878).

## Хронологический список проектов и построек
Легенда:
- Сохранившиеся постройки;
- Несохранившиеся постройки;
- Неосуществлённые проекты;

| Изображение | Датировка                | Наименование проекта, постройки                                                         | Местонахождение                                           | Охранный статус                          | Примечание | Источники     |
| ----------- | ------------------------ | --------------------------------------------------------------------------------------- | --------------------------------------------------------- | ---------------------------------------- | --- | ------------- |
|             | 1850                     | Проект театра. Ученическая работа                                                       |                                                           |                                          | | [ 1 ]         |
|             | между 1850 и 1859        | Проект манежа. Ученическая работа                                                       |                                                           |                                          | | [ 2 ]         |
|             | между 1851 и 1859        | Проект домов пастора, кистера и сторожа. Ученическая работа                             |                                                           |                                          | | [ 3 ]         |
|             | между 1852 и 1859        | Проект дома сельского священника. Ученическая работа                                    |                                                           |                                          | | [ 4 ]         |
|             | между 1853 и 1859        | Проект манежа («Конский бег»). Ученическая работа                                       |                                                           |                                          | | [ 5 ]         |
|             | между 1853 и 1859        | Проект парадной лестницы. Ученическая работа                                            |                                                           |                                          | | [ 6 ]         |
|             | между 1853 и 1859        | Проект загородного дома. Ученическая работа                                             |                                                           |                                          | | [ 7 ]         |
|             | между 1853 и 1859        | Проект фермы. Ученическая работа                                                        |                                                           |                                          | | [ 8 ]         |
|             | между 1855 и 1859        | Проект частного дома. Ученическая работа                                                |                                                           |                                          | | [ 9 ]         |
|             | между 1857 и 1859        | Проект торгового дома. Ученическая работа                                               |                                                           |                                          | | [ 10 ]        |
|             | 1858                     | Римско-католический собор с училищем и сиротским домом на 50 человек (учебный проект)   |                                                           |                                          | | [ 11 ]        |
|             | 1859                     | Роскошные торговые бани (учебный проект)                                                |                                                           |                                          | | [ 11 ]        |
|             | 1860                     | Проект здания Минеральных вод                                                           | Италия, Флоренция                                         |                                          | | [ 11 ]        |
|             | 1863                     | Надгробие Ю. В. Даль                                                                    | Италия, Рим, римское некатолическое кладбище              |                                          | | [ 12 ]        |
|             | 1867                     | Проект открытой часовни и Александро-Невского Новоярмарочного собора                    | Россия, Нижний Новгород, Стрелка                          |                                          | | [ 13 ]        |
|             | 1867—1868                | Александро-Невская часовня на подворье Феодоровского Городецкого монастыря              | Россия, Нижний Новгород, рядом с Московским вокзалом      |                                          | | [ 14 ] [ 15 ] |
|             | 1867—1872                | Дом причта Казанской церкви                                                             | Россия, Нижний Новгород, Зеленский съезд, 8               |                                          | | [ 16 ]        |
|             | 1868                     | Проект ремонта колоннады Нижнепосадского гостиного двора                                | Россия, Нижний Новгород, Рождественская улица             |                                          | | [ 17 ]        |
|             | 1868                     | Проект перестройки усадьбы П. Д. Климова                                                | Россия, Нижний Новгород, Провиантская улица, 8            | Объект культурного наследия № 5201243000 | Дом перестроен в 1908—1909 годах в стиле модерн | [ 18 ]        |
|             | 1868—1870                | Часовня Серафимо-Понетаевского монастыря с кельями для сестёр                           | Россия, Нижний Новгород, Зеленский съезд                  |                                          | | [ 19 ] [ 20 ] |
|             | 1869—1870                | Александро-Невская церковь на подворье Феодоровского Городецкого монастыря              | Россия, Нижний Новгород, рядом с Московским вокзалом      |                                          | Перестроена из часовни по проекту и под надзором Даля | [ 19 ] [ 21 ] |
|             | 1871                     | Колокольня церкви Рождества Иоанна Предтечи в Благовещенской слободе                    | Россия, Нижний Новгород, улица Гаршина, 30                | Объект культурного наследия № 5201243000 | | [ 15 ]        |
|             | 1871—1872                | Проект реконструкции зала театра в доме П. Е. Бугрова                                   | Россия, Нижний Новгород, Благовещенская площадь           |                                          | | [ 17 ] [ 22 ] |
|             | 1872                     | Надгробие Е. Л. и В. И. Далей                                                           | Россия, Москва, Ваганьковское кладбище                    |                                          | | [ 23 ]        |
|             | 1872                     | Проект церкви в византийском стиле во дворе Румянцевского музея                         | Россия, Москва                                            |                                          | | [ 19 ]        |
|             | 1872—1882                | Александро-Невская церковь Феодоровского Городецкого монастыря                          | Россия, Городец                                           |                                          | | [ 20 ]        |
|             | 1872—1890                | Церковь Космы и Дамиана и Димитрия Солунского на Софроновской площади                   | Россия, Нижний Новгород, площадь Маркина                  |                                          | Даль работал над проектом и наблюдал за строительством в 1872—1876 годах | [ 22 ]        |
|             | 1873                     | Проект многоярусного иконостаса для храма в Вене                                        | Австрия, Вена                                             |                                          | | [ 19 ]        |
|             | 1874                     | Проект Московского музея прикладных знаний в первом Александровском саду                | Россия, Москва                                            |                                          | | [ 24 ]        |
|             | 1874                     | Проект естественно-исторического и сельскохозяйственного отделов Политехнического музея | Россия, Москва                                            |                                          | | [ 19 ]        |
|             | 1874 (?)                 | Реконструкция московского дома Далей                                                    | Россия, Москва, Большая Грузинская улица, 4/6, строение 9 | Объект культурного наследия № 7710180000 | Даль переехал в Москву в 1874 году и реконструировал семейный дом, внеся в его архитектуру детали русского народного зодчества. В 1971 году дом был отреставрирован в облике 1870-х годов | [ 25 ] [ 26 ] |
|             | Между 1874 и 1878 годами | Проект иконостаса — напрестольной сени Храма Христа Спасителя                           | Россия, Москва                                            |                                          | Проект составлен совместно с А. И. Резановым | [ 25 ]        |
|             | Между 1874 и 1878 годами | Проект внутренней отделки Храма Христа Спасителя                                        | Россия, Москва                                            |                                          | Проект составлен совместно с С. В. Дмитриевым | [ 25 ]        |
|             | Между 1874 и 1878 годами | Проект дарохранительницы Николаевского придела Храма Христа Спасителя                   | Россия, Москва                                            |                                          | | [ 25 ]        |
|             | Между 1874 и 1878 годами | Проект росписи сводов хор Храма Христа Спасителя                                        | Россия, Москва                                            |                                          | Проект составлен совместно с Н. Пщолка | [ 25 ]        |
|             | 1875                     | Конкурсный проект здания Исторического музея в Москве                                   | Россия, Москва                                            |                                          | | [ 27 ]        |
|             | 1876                     | Крытый Смоленский рынок                                                                 | Россия, Москва, Смоленская площадь                        |                                          | | [ 19 ]        |
|             | 1876                     | Торговые ряды на Ирининской улице                                                       | Россия, Москва, улица Ф. Энгельса                         |                                          | | [ 19 ]        |
|             | 1877                     | Деревянный дом художника А. П. Боголюбова                                               | Россия, Москва, Сущёвская улица, 14                       |                                          | Снесён в 1988 году | [ 19 ]        |
|             | 1877                     | Проект здания русского отдела для Всемирной выставки 1878 года                          | Франция, Париж                                            |                                          | | [ 19 ]        |
|             | 1878—1886                | Надгробие гражданину Кузьме Минину в виде шатровой сени в Спасо-Преображенском соборе   | Россия, Нижний Новгород, Нижегородский кремль             |                                          | Строительство завершено Р. Я. Килевейном | [ 22 ]        |
|             | Вторая половина XIX века | Проект одноглавой церкви с двумя восьмигранными башнями-колокольнями                    |                                                           |                                          | |               |

## Спорные и приписываемые постройки
Данный список отражает архитектурные работы:
- по поводу атрибуции которых авторитетные источники расходятся (спорные постройки);
- приписываемые постройки.

| Изображение | Датировка | Наименование проекта, постройки                                                                | Местонахождение                                    | Источники, приписывающие постройку Л. В. Далю | Источники, отрицающие участие Л. В. Даля | Примечание |
| ----------- | --------- | ---------------------------------------------------------------------------------------------- | -------------------------------------------------- | --------------------------------------------- | ---------------------------------------- | --- |
|             | 1867—1871 | Дом с деревянной часовней в усадьбе Демидовых (Оболенских) на хуторе Гремячий                  | Россия, Нижегородская область, Красная Горка       | [ 28 ] [ 22 ]                                 |                                          | Авторство Даля предполагается |
|             | 1868—1881 | Александро-Невский Новоярмарочный собор                                                        | Россия, Нижний Новгород, улица Стрелка, 3          | [ 29 ]                                        | [ 30 ] [ 31 ]                            | На авторстве Даля настаивал историк Н. Ф. Филатов; отвергали — историки архитектуры И. С. Агафонова, А. И. Давыдов, С. М. Шумилкин. А. В. Берташ предполагал, что Даль мог доработать художественную сторону проекта |
|             | 1871—1872 | Церковь иконы Божией Матери «Живоносный источник» с трапезной Серафимо-Понетаевского монастыря | Россия, Нижегородская область, Понетаевка          | [ 22 ]                                        |                                          | Известно, что в 1871—1872 годах Даль занимался устройством церкви в Серафимо-Понетаевском монастыре, но какой точно не установлено                                                                                   |
|             | 1876      | Проект перестройки Мариинской женской гимназии                                                 | Россия, Нижегородская область, Ильинская улица, 65 | [ 32 ]                                        |                                          | Н. Ф. Филатов приписывал проект Далю, поскольку «в сохранённом чертеже угадывается его рука». Проект был реализован в 1901 году архитектором Е. А. Татариновым                                                       |